# Adam Horák
Adam Horák (* 29. května 2003 Hradec Králové) je český student financí na VŠE a podnikatel v oblasti správy nemovitostí, který se věnuje tvorbě obsahu na sociálních sítích. V akademickém senátu VŠE od roku 2024 zastává funkci prvního náhradníka za řady studentů. Od roku 2014 působí ve vedení klanu v online hře Clash of Clans. Adam Horák je členem Menzy.